# Gand-Wevelgem 1934
La Gand-Wevelgem 1934, prima edizione della corsa, si svolse il 9 settembre per un percorso di 120 km, con partenza a Gand ed arrivo a Wevelgem. Fu vinta dal belga Gustave Van Belle davanti ai connazionali Maurice Vanderberghe e Jérôme Dufromont.

## Ordine d'arrivo (Top 10)
| Pos. | Corridore            | Tempo    |
| ---- | -------------------- | -------- |
| 1    | Gustave Van Belle    | 3h20'00" |
| 2    | Maurice Vanderberghe | a 20"    |
| 3    | Jérôme Dufromont     | a 1'10"  |
| 4    | Emile David          | a 1'20"  |
| 5    | Richard Depoorter    | a 2'40"  |
| 6    | André Hallaert       | a 3'00"  |
| 7    | Joseph Devos         | a 3'45"  |
| 8    | Joris Rogghe         | s.t.     |
| 9    | Henri Pattyn         | a 3'55"  |
| 10   | André Pattyn         | a 4'10"  |